# San Basilio (Szardínia)
San Basilio település Olaszországban, Szardínia régióban, Cagliari megyében. Lakosainak száma 1124 fő (2023. január 1.). San Basilio Sisini, San Nicolò Gerrei, Sant’Andrea Frius, Senorbì, Silius, Siurgus Donigala és Arixi községekkel határos.

## Népesség
A település lakossága az elmúlt években az alábbi módon változott:
| Lakosok száma | 1241 | 1237 | 1124 |
|               | 2017 | 2018 | 2023 |